# گنگووشوو (استان سلیزیا سفلی)
گنگووشوو (به لاتین: Gniewoszów) یک روستا در لهستان است که در گمینا مینزلشه واقع شده‌است.